# Oa quốc đại loạn
Đại loạn nước Oa hay Oa quốc đại loạn (倭国大乱 wakoku tairan) là thời kì hỗn loạn và nội chiến ở Nhật Bản cổ đại (Oa quốc) vào cuối thời Di Sinh (tức thế kỉ thứ 2 Công nguyên). Đây là cuộc chiến lâu đời nhất ở nước Nhật được sử sách ghi lại. Năm 180, thái bình được lập lại khi Oa Nữ vương Shaman Himiko (tức Pimiko) của nước Yamatai nắm quyền trị vì quốc gia.